# Osorkon IV.
Osorkon IV. war ein Pharao (König) im Alten Ägypten. Laut Jürgen von Beckerath, der ihn mit dem König „Osorcho“ der Überlieferung des Manetho verbindet, war er der zweite Pharao der (unterägyptischen) 23. Dynastie. Seine Regierungszeit wird um 732/30–722 v. Chr. angesetzt. Er war möglicherweise der Sohn und Nachfolger Scheschonqs V. und der Königin Tadi-Bastet. Andere Ägyptologen sehen Petubastis II. als möglichen Nachfolger Scheschonqs V.
Osorkon IV. gilt manchen nur als „machtloser Schatten-Pharao“ in dem Gebiet von Tanis und Bubastis im Ostdelta. Ein 2011 identifizierter Beleg für Osorkon IV. aus Memphis (s. u.) deutet inzwischen jedoch darauf hin, dass er wenigstens zu Beginn seiner Regierungszeit auch dort anerkannt war. Nach Ausweis der Triumph-Stele des Pije scheint er unter den von Libyern abstammenden Herrschern seiner Zeit nach Nimlot („Namert D“), dem „König“ von Hermopolis, der angesehenste gewesen zu sein.

## Titulatur
Dem Pharao Osorkon IV. glaubte man bis 2011 den Thronnamen „Groß an Gestalt, ein Re, Erwählter des Amun“ zuordnen zu können (siehe Bild oben rechts). Neuere französische Ausgrabungen in Tanis unter der Leitung von Philippe Brissaud haben jedoch zwei durch Inschriften identifizierte Reliefblöcke eines Pharaos Osorkon(u) User-Maat-Re zutage gebracht, die in einem archaisierenden (altertümelnden) Stil – wohl nach dem Vorbild der memphitischen Reliefs des Djoser (3. Dynastie, um 2700 v. Chr.) – ausgeführt sind, der für die Endphase der Libyerzeit in Tanis typisch ist. Ähnliche Reliefs des Königs Gemnefchonsbak waren bereits von Pierre Montet in Tanis entdeckt worden. Die neu gefundenen Reliefblöcke legen nahe, dass der Thronname Osorkons IV. nicht „Groß an Gestalt, ein Re, Erwählter des Amun“ war, sondern User-Maat-Re, übersetzt: Ein Mächtiger nach Art der Maat des Re. Der König Osorkon mit dem Thronnamen Groß an Gestalt, ein Re, Erwählter des Amun wird dagegen nun allgemein mit dem libyschstämmigen Herrscher Osorkon „dem Älteren“ (alias Osochor) aus der 21. Dynastie identifiziert, dessen Thronname bislang unbekannt war. Aufgrund des Thronnamens User-Maat-Re, der auf einer archaisierenden Königsstatuette aus Memphis erhalten ist, die aus glasnaher Ägyptischer Fayence besteht, kann Osorkon IV. nun auch ein Rundbild zugeordnet werden.

## Herrschaft
Osorkon IV. hat wohl kurz vor der Eroberung Ägyptens durch Pije in Memphis den Thron bestiegen, worauf die Existenz seiner memphitischen Statuette hinweist. Er wurde aber von dort bald durch Tefnachte von Sais verdrängt. Zu Osorkons IV. Zeit haben mehrere Könige jeweils in Teilgebieten Ägyptens gleichzeitig geherrscht. Als Zeitgenossen sind belegt: König Auput II., König Pef-tjau-em-awi-Bastet, König Nimlot (Namert D), Lokalherrscher von Hermopolis, die Könige Tefnachte und Bokchoris der 24. Dynastie im westlichen Nildelta und die Könige Pije beziehungsweise Schabaka aus der 25. Dynastie, ursprünglich aus Kusch bzw. Nubien.
Osorkon IV., Auput II., Pef-tjau-em-awi-Bastet und Nimlot sowie zahlreiche nachgeordnete Fürsten der Libyer in Ägypten unterwarfen sich dem Kuschiten Pije in der Folge von dessen siegreichem Feldzug nach Ägypten. Dies nahm Tefnachte von Sais, der Fürst des westlichen Deltas, zum Anlass, sich selbst zum Pharao zu erheben. Somit trat die 24. Dynastie in Erscheinung. Nach dem Buch 2. Könige 17,4  der Bibel schickte wohl im Jahr 725 v. Chr. König Hoschea von Israel Boten „an So, den König von Ägypten“. Hoschea bat ihn um Hilfe gegen die Assyrer. Nach Kenneth A. Kitchen handelte es sich bei diesem „König von Ägypten“ um Osorkon IV. Denkbar, aber weniger wahrscheinlich ist, dass es heißen muss: „nach Sais, (an) den König von Ägypten“. Dann wäre Tefnachte gemeint. Zuletzt konnte allerdings gezeigt werden, dass es sich bei dem Namen „So“ um eine verlesene Form handelt, die auf ein althebräisches Sgr zurückgehen könnte, was in der Septuaginta mit Segor somit korrekt vorliegt. Somit dürfte sicher Osorkon IV. als König So in 2. Könige 17,4 angesprochen werden.
Die nach 2. Könige 17,4 angeforderte Hilfe kam aber zu spät. König Sargon II. von Assyrien eroberte wohl 722 v. Chr. Samaria und schlug eine syrische Revolte nieder. Er unterwarf Palästina bis nach Gaza. Eine ägyptische Hilfstruppe konnte den Fall von Gaza und seines Königs Hanun nicht verhindern. Sargon II. stieß gegen 716 v. Chr. bis an Wadi El-Arish auf der Landbrücke nach Palästina vor. Nach der Transkription der Keilschrift übersandte der Ägypterkönig namens Schilkannu ihm 12 Pferde. 712 v. Chr. erhob sich Iamani, Fürst von Aschdod, gegen die Assyrer. Der Aufstand scheiterte jedoch und Iamani von Aschdod floh nach Ägypten. Er wurde daraufhin von dem kuschitischen Pharao Schabaka ausgeliefert, der inzwischen die Oberherrschaft in Ägypten angetreten hatte.